# Хавикол
Хавикол, или пара-аллилфенол — органическое вещество фенольного ряда. Встречается в эфирном масле бетеля, в гвоздичном и цитронелловом маслах.
Растворим в спиртах, эфирах и хлороформе.
Водный раствор хавикола окрашивается хлорным железом в темно-синий цвет, спиртовой — в слабо-голубой.

## Применение
Используется как компонент парфюмерных композиций.